# ووتکورزیا
ووتکورزیا (انگلیسی: Votkurzya) یک شهرک در شهرستان بورایفسکی باشقیرستان کشور روسیه است.